# Le Mesnil-Véneron

Le Mesnil-Véneron este o comună în departamentul Manche, Franța. În 1 ianuarie 2022 avea o populație de 108 de locuitori.